# Проективно расширенная числовая прямая

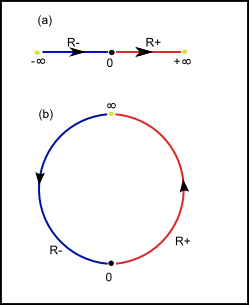
а) аффинно расширенная числовая прямая, б) проективно расширенная числовая прямая.

Проективно расширенная числовая прямая — множество вещественных чисел {\displaystyle \mathbb {R} }, дополненное одной точкой, называемой бесконечностью (проективной бесконечностью, беззнаковой бесконечностью, двусторонней бесконечностью, бесконечно удалённой точкой).
Бесконечно удалённую точку интуитивно можно понимать как отождествлённые положительную и отрицательную бесконечности. Это можно наглядно продемонстрировать, изобразив множество действительных чисел не на прямой, а на окружности с одной выколотой точкой. Тогда бесконечность будет соответствовать этой самой выколотой точке.
Проективно расширенная числовая прямая расширяет числовую прямую аналогично тому, как расширенная комплексная плоскость расширяет комплексную плоскость.
Несмотря на то, что термин расширенная числовая прямая обычно употребляют применительно ко множеству действительных чисел с двумя знаковыми бесконечностями, иногда он употребляется и для проективно расширенно числовой прямой. Поэтому для подчёркивания их отличия числовую прямую, дополненную двумя бесконечностями, иногда называют аффинно расширенной числовой прямой.
Проективно расширенную числовую прямую различные авторы обозначают как {\displaystyle \mathbb {R} ^{*}}, {\displaystyle \mathbb {R} _{\infty }}, {\displaystyle {\widehat {\mathbb {R} }}}. В данной статье будет использовано обозначение {\displaystyle {\widehat {\mathbb {R} }}}. Проективную бесконечность обозначают как {\displaystyle \infty }, {\displaystyle \pm \infty }. Первое обозначение также иногда используют для обозначения плюс бесконечности, но в данной статье оно используется только по отношению к проективной.

## Порядок
На {\displaystyle {\widehat {\mathbb {R} }}} нет какого-либо естественного линейного порядка, так как нет никакого естественного способа определить, больше ли бесконечность некоторого числа или меньше. Однако на {\displaystyle {\widehat {\mathbb {R} }}} определён циклический порядок. Его можно представить как направление движения по окружности от 0 к ∞ проходя через 1. То есть {\displaystyle [a,b,c]} если они идут друг за другом при движении вдоль окружности по тому направлению, по которому идут друг за другом 0, 1 и ∞. Таким образом, при движении по этому порядку от 0 мы проходим по возрастанию все положительные числа, затем бесконечность, затем все отрицательные, а затем снова 0.
Формально этот порядок определяется следующими соотношениями:
{\displaystyle [a,b,c]\Leftrightarrow a<b<c}
{\displaystyle [\infty ,b,c]\Leftrightarrow b<c}
{\displaystyle [a,\infty ,c]\Leftrightarrow a>c}
{\displaystyle [a,b,\infty ]\Leftrightarrow a<b}
случаи, когда бесконечностей больше одной, всегда неверны
Здесь все {\displaystyle a,b,c\in \mathbb {R} }.
Циклический порядок определяет на {\displaystyle {\widehat {\mathbb {R} }}} интервалы как множества вида {\displaystyle \{x|[a,x,b]\}} (отдельно определяются интервалы вида {\displaystyle {\widehat {\mathbb {R} }}\backslash \{a\}}). В обычных обозначениях это может быть переписано следующим образом:
Интервалом в {\displaystyle {\widehat {\mathbb {R} }}} называется либо множество вида {\displaystyle (a;b)}, либо {\displaystyle (a;+\infty )\cup \{\infty \}\cup (-\infty ;b)}  для некоторых {\displaystyle a,b\in {\overline {\mathbb {R} }}}.
Отрезком в {\displaystyle {\widehat {\mathbb {R} }}} называется либо множество вида {\displaystyle [a;b]}, либо {\displaystyle \{\infty \}\cup (-\infty ;b]}, либо {\displaystyle [a;+\infty )\cup \{\infty \}}, либо {\displaystyle [a;+\infty )\cup \{\infty \}\cup (-\infty ;b]}  для некоторых {\displaystyle a,b\in \mathbb {R} }.
Полуинтервалом в {\displaystyle {\widehat {\mathbb {R} }}} называется либо множество вида {\displaystyle (a;b]}, либо {\displaystyle [a;b)}, либо {\displaystyle [a;+\infty )}, либо {\displaystyle (-\infty ;b]}, , либо {\displaystyle (a;+\infty )\cup \{\infty \}}, либо {\displaystyle (-\infty ;b)\cup \{\infty \}}, либо {\displaystyle (a;+\infty )\cup \{\infty \}\cup (-\infty ;b]}, либо {\displaystyle [a;+\infty )\cup \{\infty \}\cup (-\infty ;b)} для некоторых {\displaystyle a,b\in \mathbb {R} }.
Иногда для таких промежутков используются обычные обозначения {\displaystyle (a,b),[a,b],(a,b]}, понимаемые в указанном выше смысле. То есть {\displaystyle (a,b)=\{x|[a,x,b]\}}, {\displaystyle [a,b]=(a,b)\cup \{a,b\}}, {\displaystyle (a,b]=(a,b)\cup \{b\}}, {\displaystyle [a,b)=(a,b)\cup \{a\}}, {\displaystyle a\neq b}. При таких обозначениях (с левой стороны равенства в определённом выше смысле, с правой — в обычном) {\displaystyle (0,1)=(0,1)}, {\displaystyle (1,0)=(1,+\infty )\cup \{\infty \}\cup (-\infty ,0)}. Запись {\displaystyle (a,a)} определяется как {\displaystyle {\widehat {\mathbb {R} }}\backslash \{a\}}.

## Топология
Циклический порядок на {\displaystyle {\widehat {\mathbb {R} }}} определяет топологию: открытым считается множество, представимое в виде объединения интервалов (интервалы понимаются в определённом выше смысле). Данная топология представляет собой ничто иное, как объединение открытых множеств {\displaystyle \mathbb {R} } с окрестностями бесконечности.
ε-окрестностью ∞ называется множество {\displaystyle \left({\frac {1}{\varepsilon }};+\infty \right)\cup \{\infty \}\cup \left(-\infty ;-{\frac {1}{\varepsilon }}\right)}. Любая окрестность бесконечности содержит некоторую ε-окрестность бесконечности.
Проколотой ε-окрестностью ∞ называется множество {\displaystyle \left({\frac {1}{\varepsilon }};+\infty \right)\cup \left(-\infty ;-{\frac {1}{\varepsilon }}\right)}.
Без определения интервалов топологию на {\displaystyle {\widehat {\mathbb {R} }}} можно было бы ввести следующим образом. Определим проколотую окрестность бесконечности, как некоторое открытое множество в {\displaystyle \mathbb {R} }, содержащее в себе некоторую ε-окрестность бесконечности. Тогда окрестностью бесконечности назовём проколотую окрестность бесконечности с добавленной к ней бесконечностью. Тогда топология на {\displaystyle {\widehat {\mathbb {R} }}} это объединение топологии {\displaystyle \mathbb {R} } с множеством окрестностей бесконечности.
Проективно расширенная числовая прямая является компактным хаусдорфовым пространством, гомеоморфным окружности. Она является одноточечной компактификацией числовой прямой и представляет собой её компактификацию Александрова.
В {\displaystyle {\widehat {\mathbb {R} }}} может быть обычным образом определён предел при стремлении аргумента к бесконечности {\displaystyle \lim _{x\to \infty }f(x)}. Также, запись {\displaystyle \lim _{\mathfrak {B}}f(x)=\infty } приобретает обычный для неё в топологии смысл.
В {\displaystyle {\widehat {\mathbb {R} }}} существуют некоторые пределы, которые не существуют в {\displaystyle \mathbb {R} } и даже в {\displaystyle {\overline {\mathbb {R} }}}. Так, предел {\displaystyle \lim _{x\to 0}{\frac {1}{x}}} не существует в {\displaystyle \mathbb {R} } и в {\displaystyle {\overline {\mathbb {R} }}}, но существует в {\displaystyle {\widehat {\mathbb {R} }}} и равен {\displaystyle \infty }. В свою очередь, если предел существует в {\displaystyle {\overline {\mathbb {R} }}}, то он существует и в {\displaystyle {\widehat {\mathbb {R} }}}. При этом если предел в {\displaystyle {\overline {\mathbb {R} }}} конечен, то в {\displaystyle {\widehat {\mathbb {R} }}} он равен тому же значению, а если бесконечен, то равен {\displaystyle \infty }.

## Арифметические операции
Стандартные операции в {\displaystyle \mathbb {R} } распространяются на {\displaystyle {\widehat {\mathbb {R} }}} по непрерывности. Во многих случаях такое распространение невозможно, поэтому операции становятся частично определёнными.
{\displaystyle a+\infty =\infty +a=\infty ,\quad a\neq \infty }
{\displaystyle \infty +\infty } — не определено
{\displaystyle a-\infty =\infty -a=\infty ,\quad a\neq \infty }
{\displaystyle \infty -\infty } — не определено
{\displaystyle a\cdot \infty =\infty \cdot a=\infty ,\quad a\neq 0}
{\displaystyle 0\cdot \infty ,\infty \cdot 0} — не определено
{\displaystyle {\frac {\infty }{a}}=\infty ,\quad a\neq \infty }
{\displaystyle {\frac {a}{\infty }}=0,\quad a\neq \infty }
{\displaystyle {\frac {\infty }{\infty }}} — не определено
{\displaystyle {\frac {a}{0}}=\infty ,\quad a\neq 0}
{\displaystyle {\frac {0}{0}}} — не определено
{\displaystyle {\widehat {\mathbb {R} }}} одна из немногих структур, допускающих деление на 0.

## Алгебраческие свойства
Следующие равенства означают: левые части либо обе не определены, либо равны.
{\displaystyle {\begin{aligned}(a+b)+c&=a+(b+c)\\a+b&=b+a\\(a\cdot b)\cdot c&=a\cdot (b\cdot c)\\a\cdot b&=b\cdot a\\a\cdot \infty &={\frac {a}{0}}\\\end{aligned}}}
Следующие равенства верны, если их правая часть определена.
{\displaystyle {\begin{aligned}a\cdot (b+c)&=a\cdot b+a\cdot c\\a=\left({\frac {a}{b}}\right)\cdot b&=\,\,{\frac {(a\cdot b)}{b}}\\a=(a+b)-b&=\,\,(a-b)+b\end{aligned}}}

## Проективные свойства
Проективно расширенная числовая прямая является проективной прямой, полученной из аффинной прямой {\displaystyle \mathbb {R} } добавлением бесконечно удалённой точки. Проективные преобразования этой прямой имеют вид
{\displaystyle f(x)={\begin{cases}\displaystyle {\frac {ax+b}{cx+d}},&x\neq \infty \\\displaystyle {\frac {a}{c}},&x=\infty \end{cases}}\quad a,b,c,d\in \mathbb {R} ,\quad \left|{\begin{matrix}a&b\\c&d\end{matrix}}\right|\neq 0}
Такие преобразования называются преобразованиями Мёбиуса. Их свойства во многом похожи на свойства их комплексных аналогов:
- Множество преобразований Мёбиуса с операцией композиции образует группу.
- Для любых двух троек {\displaystyle x_{1},x_{2},x_{3},y_{1},y_{2},y_{3}\in {\widehat {\mathbb {R} }}}, в каждой из которых точки попарно различны, существует единственное преобразование Мёбиуса, переводящее {\displaystyle x_{1},x_{2},x_{3}} в {\displaystyle y_{1},y_{2},y_{3}}.
- Функция является преобразованием Мёбиуса тогда и только тогда, когда она сохраняет ангармоническое отношение.
- Функция является преобразованием Мёбиуса тогда и только тогда, когда она может быть представлена в виде композиции отражений и инверсий